# Mistrzostwa Islandii w Skokach Narciarskich i Kombinacji Norweskiej 1939
Mistrzostwa Islandii w Skokach Narciarskich i Kombinacji Norweskiej 1939 – zawody, które wyłoniły najlepszych skoczków narciarskich i kombinatorów norweskich w Islandii w roku 1939. Rozegrano zawody jedynie w kategorii seniorów.
Zwycięzcą zawodów w skokach narciarskich został triumfator sprzed dwóch lat, czyli Alfreð Jónsson. W kombinacji norweskiej zwyciężył zaś Jónas Ásgeirsson (późniejszy olimpijczyk). Turniej w skokach narciarskich rozegrano na skoczni w Ísafjörður.